# Cuauhtémoc Blanco

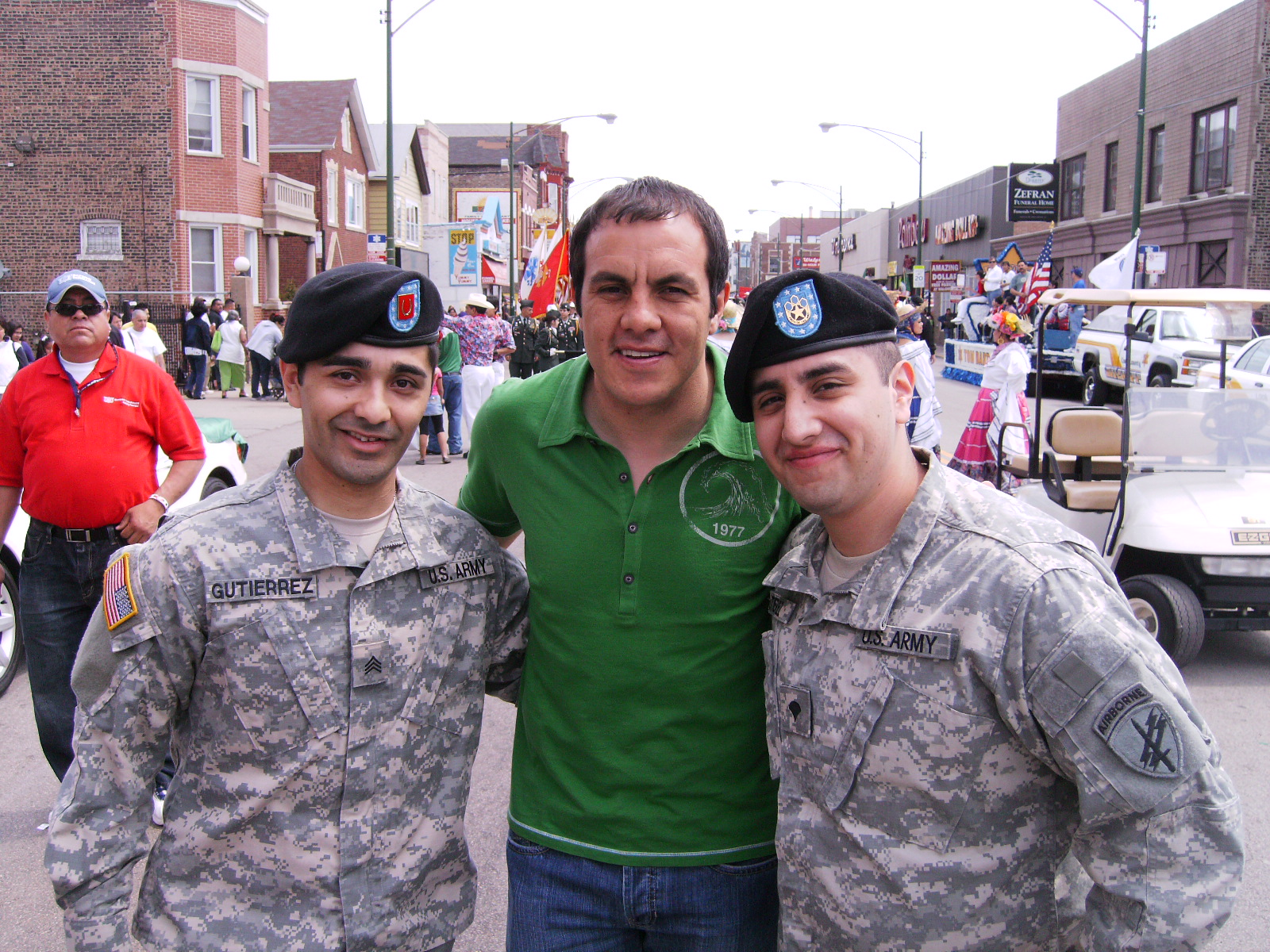
Cuauhtémoc Blanco bei einer Parade in Chicago, 2009

Cuauhtémoc „Temo“ Blanco Bravo (* 17. Januar 1973 in Mexiko-Stadt) ist ein ehemaliger mexikanischer Fußballspieler. 2015 beendete er nach mehreren Ankündigungen endgültig seine Karriere, wobei er als einer der besten mexikanischen Spieler aller Zeiten gilt. Ab Januar 2016 war er als Vertreter der regionalen Partido Socialdemócrata Bürgermeister von Cuernavaca, der Hauptstadt des Bundesstaates Morelos. Seit Oktober 2018 ist er Gouverneur des Bundesstaates Morelos.

## Verein
Blanco debütierte in der ersten mexikanischen Liga im Alter von 19 Jahren, wo er zunächst für Club América spielte. Danach war er für eine Saison bei Necaxa (1997–1998), bevor er wieder zurück zu Club América wechselte. Im Jahr 2000 wechselte er für 18 Monate zu Real Valladolid nach Spanien, schaffte den Durchbruch allerdings nicht. Er kehrte daraufhin für zwei Jahre wieder zu Club América (2002–2004) zurück und spielte dann ein Jahr bei CD Veracruz. 2005 wechselte er erneut zu seinem Heimatverein Club América, wo er im Mai 2005 seinen ersten Meistertitel durch einen Gesamtsieg von 7:4 (1:1, 6:3) über UAG Tecos gewann.
2007 wechselte Blanco in die amerikanische Profiliga Major League Soccer zu Chicago Fire. Bei der Vorstellung seiner Person im Toyota Park waren 5.000 Fans anwesend. Dieser Wechsel wurde erst durch die neu geschaffene Designated Player Rule ermöglicht. Nach der Saison 2008 gab er ein kurzes Gastspiel in der Primera División de México, um Santos Laguna bei der Titelverteidigung zu helfen. Allerdings scheiterte dieses Vorhaben im Halbfinale der Playoffs der Apertura 2008.

## Nationalmannschaft
Blanco spielte bei drei Weltmeisterschaften für Mexiko; in Frankreich 1998, in Korea/Japan 2002 und in Südafrika 2010. Er erzielte dabei drei Tore. Blanco war auch im mexikanischen Kader beim Konföderationen-Pokal 1999, als Mexiko im Finale Brasilien mit 4:3 bezwang. Blanco wurde bei diesem Turnier mit sechs Treffern Torschützenkönig.
Während der Qualifikation zur WM 2002 erlitt Blanco eine schwere Knieverletzung, die seine Planungen für eine weitere Station in Europa zunichtemachte. Während Blancos Verletzung hatte die mexikanische Mannschaft große Probleme in der Qualifikation. Erst nach seiner Rückkehr konnte Mexiko wieder Spiele gewinnen und die Teilnahme an der WM-Endrunde klarmachen. 
Nachdem er beim damaligen mexikanischen Nationaltrainer Ricardo La Volpe in Ungnade gefallen war, wurde er für die Weltmeisterschaft 2006 in Deutschland nicht nominiert, obwohl er im selben Jahr bereits zum vierten Mal zu Mexikos Fußballer des Jahres gewählt worden war.
Er kehrte aber wieder zurück ins Nationalteam und sollte noch sein 100. Länderspiel bestreiten. Nach dem Spiel gegen Kanada am 10. September 2008 (1:2) beendete er seine Karriere in der Nationalmannschaft.
Um die Qualifikation Mexikos zur Weltmeisterschaft 2010 in Südafrika zu sichern, kehrte Blanco allerdings wieder in die "Tri" zurück und erzielte beim 1:0 gegen Honduras am 9. September 2009 den Siegtreffer durch Strafstoß.
Durch sein Foulelfmetertor im Vorrundenspiel gegen Frankreich bei der Fußball-Weltmeisterschaft am 17. Juni 2010 stieg Blanco mit 37 Jahren und 151 Tagen zum drittältesten Torschützen der WM-Geschichte auf. Blanco war zugleich der älteste Feldspieler des Turniers.
Am 28. Mai 2014 machte er, vier Jahre nach seinem letzten Einsatz bei der WM, beim 3:0-Sieg gegen Israel sein Abschiedsspiel in der Nationalmannschaft.

## Persönliche Erfolge
- Torschützenkönig der Primera División: Winter 1998[3]
- Torschützenkönig des Konföderationen-Pokals: 1999
- Goldener Ball für den besten Fußballspieler Mexikos: 2005, 2006

## Trivia
Blanco ist Namensgeber eines Tricks. Beim Cuauhtemiña wird der Ball zwischen die Füße geklemmt, um so über einen grätschenden oder hindurch zwischen zwei im Weg stehende Gegenspieler zu springen. Erstmals sah die Weltöffentlichkeit diesen Trick bei der WM 1998 im Spiel gegen Südkorea. Ein anderer häufiger von Blanco angewandter Trick war das Stoppen, Weiterleiten oder Flankenverwerten des Balles mit dem Rücken.